# Оптимум Парето
Оптимум Парето, ефективність за Парето, Парето-ефективність (англ. Pareto efficiency, Pareto optimality) — економічний термін, який описує такий стан системи, при якому значення кожного окремого критерію, що описує стан системи, не може бути покращено без погіршення становища інших елементів.

## Суть
Принцип, за словами Вільфредо Парето проголошує: «Слід вважати, що будь-яка зміна, яка нікому не завдає збитків і яка приносить людям користь (за їх власною оцінкою), є поліпшенням». Таким чином визнається право на всі зміни, які не приносять нікому додаткової шкоди.
Множина станів системи, оптимальних за Парето, називають «множиною Парето», «множиною альтернатив, оптимальних в сенсі Парето», або «множиною оптимальних альтернатив».
Ситуація, коли досягнута ефективність за Парето — це ситуація, коли всі вигоди від змін вичерпані.
Оптимум Парето є одним з центральних понять для сучасної економічної науки. На основі цього поняття будуються перша та друга фундаментальні теореми добробуту. Одним з застосувань Парето-оптимальності є т. зв. Парето-розподіл ресурсів (трудових ресурсів і капіталу) при міжнародній економічній інтеграції, тобто економічне об'єднання двох і більше держав. Цікаво, що Парето-розподіл до і після міжнародної економічної інтеграції було адекватно математично описано (Далімов Р. Т., 2008). Аналіз показав, що додана вартість секторів і доходи трудових ресурсів рухаються назустріч згідно з добре відомим рівнянням теплопровідності аналогічно газу або рідини в просторі, що дає можливість застосувати методику аналізу, що використовується у фізиці, щодо економічних завдань з міграції економічних параметрів.
Оптимум за Парето проголошує, що добробут суспільства досягає максимуму, а розподіл ресурсів стає оптимальним, якщо будь-яка зміна цього розподілу погіршує добробут хоча б одного суб'єкта економічної системи.
Стан ринку оптимальний за Парето — ситуація, коли не можна поліпшити положення будь-якого учасника економічного процесу, одночасно не знижуючи добробуту як мінімум одного з інших.
Відповідно до критерію Парето (критерію зростання суспільного добробуту), рух у бік оптимуму можливий лише при такому розподілі ресурсів, що збільшує добробут принаймні однієї людини, не завдаючи шкоди нікому іншому.

## Парето-оптимальний стан ринку
Виходячи з основного припущення про раціональність поведінки окремих економічних суб'єктів, можна стверджувати, стан ринку є Парето-оптимальним, коли фірма при виробництві продукції використовує такий набір виробничих можливостей, що забезпечить їй максимальний прибуток, а споживач, своєю чергою, здобуває такий набір товарів, який забезпечить йому максимізацію корисності. Рівноважний стан системи передбачає оптимізацію цільових функцій (у споживача — максимізація корисності, у виробника — максимізація прибутку)[джерело?].

## ТеоремиВільфредо Парето
- будь-яка конкурентна рівновага є оптимальною (пряма теорема),
- оптимум може бути досягнутий конкурентною рівновагою, що означає, що обраний виходячи з деяких критеріїв оптимум найкращим способом досягається через ринковий механізм (обернена теорема).